# 洛克人 (1987年游戏)
《洛克人》是由遊戲開發商卡普空开发，FC遊戲機專用的一款動作遊戲，于1987年12月17日首度在日本发行。本作是洛克人系列及洛克人元祖系列的首部作品，且被移植到多个平台上。
《洛克人》在當時以高難度與新奇創意而出名，共有七个关卡。玩家需操控主角洛克人打败疯狂科学家威利博士手下的机器人大师，并摧毁其统治世界的计划。游戏的非线性关卡选择玩法使得玩家可以决定以不同顺序通关，每一个关卡玩家都需打败一个机器人大师，之后便可以取得其特殊武器。因其具有属性相克系统，游戏的其中一个战略则在于玩家须仔细考虑敌人打败的顺序，从而得到对应的武器并在后续关卡灵活运用。
本作的开发组仅由六人组成，北村玲担任该游戏的制作人并与稻船敬二共同担任主要美工，松岛信行负责编程工作，音乐则由松前真奈美制作。本作也是洛克人系列所有遊戲中，唯一引入得分功能的作品。
《洛克人》的整体设计广受玩家好评，被IGN称为“红白机史上不可磨灭的经典作之一”且同时被IGN及《任天堂力量》列为“史上最佳100个红白机游戏”之一，并被1990年金摇杆奖授予“最佳家用机游戏”奖，但是该游戏却并没有造成商业上的成功，也有部分媒体认为该游戏的难度偏高。该游戏为其系列续作与衍生作打下了游戏玩法、故事线及画面传统的基础。本作的重制版《洛克人洛克人》于2006年在PlayStation Portable平台发布。

## 游戏玩法

圖為剪刀人關卡。画面顶部显示玩家得分，左侧显示洛克人的能量条

本作包含六个横向卷轴平台关卡，玩家可自行决定游玩顺序。每关中，玩家將操控洛克人突破各类敌人与障碍的封锁，抵达关卡終點与机器人大师头目对决。玩家獲胜后，可获得头目的标志性攻击或“特殊武器”并装备在洛克人的装备库中。与标准的洛克炮不同，从机器人大师那裡获得的武器不能无限使用。玩家必须击败沿途上的敌人，并收集随机掉落的弹药电池来补充能量。击败敌人有时也会掉落补充体力值（HP）的能量电池。尽管玩家可以在游戏中任意选择头目进行通关，但每一个机器人大师都被特定的一种武器克制，这就鼓励玩家先去完成其它关卡来收集武器，不过玩家也可以在关卡通关后重新进入。除了可以从机器人大师那里获得特别武器之外，玩家还能在电流人关卡中收集到“磁束”工具，利用它可以在空中生成平台。
本作亦有得分功能，在击败敌人后可以获得对应分数，当通关或者收集从敌人掉落下的提升道具还能够获得额外分数。每一个机器人大师的击败分数为50,000到100,000之间的随机值，击败威利博士後可以获得200,000分。后期开发组认为得分系统没有必要且对玩家没有意义而将之废除，因此本作也是洛克人全系列中唯一具有得分系统的作品。
当玩家击败六个机器人大师后，最后的关卡将出现在关卡选单的中央。该关卡为四个普通关卡的结合版，玩家需要穿越威利博士的机器人工厂，且每一小关卡中都至少有一位新头目需玩家击败。在最后回合面对威利博士之前，玩家还需按照既定顺序再次击败前面的六位机器人大师。由于本关中洛克人的體力值与弹药在小关卡中不会恢复，玩家作出的每一步都需深思熟虑。

## 故事及人物
20XX年，由于著名的机器人设计师莱特博士所作出的贡献，各种机器人被开发并在各个领域协助人类的工作。然而有一天，这些机器人突然失控并开始攻击人类，其中就包括莱特博士所制造的六个本用于工业用途的先进机器人，這六台机器人被称作“机器人大师”，分别为「剪刀人」、「气力人」、「冰人」、「炸弹人」、「火焰人」及「电流人」。莱特博士意识到这些袭击的罪魁祸首正是他的老对手「威利博士」，但是不确定该如何是好。他的机器人助手「洛克」，有着强烈的正义感，主动请求将自己改造成战斗型机器人，前去阻止威利博士的计划，改造后的他被称为“洛克人”。洛克人及时的阻止了六台机器人大师，并恢复了中央核心。与此同时，太平洋中，威利博士的机器人工厂正制造着莱特博士的机器人复制品，洛克人前去与威利博士对决，击败了原先六台机器人大师的复制品，并打败了威利博士专门对付洛克人的机器人。此后，洛克人迎来了与威利博士的最终战，并最终击败了威利博士，随后返程并与家庭团聚。
本作发行在西方国家的版本在游戏过程中剧情基本保持一致，但在随卡带附赠的说明书上改动较为明显。该版本中，洛克人及六个工业机器人均为莱特博士与威利博士合力制造而成，同时说明书称威利博士为莱特博士的前助手，且每一个机器人都是为了给“怪物城”（原版剧情中并不存在）的公民谋福祉而制造。但因莱特博士将二人的成果归功于自己一人，威利博士因此感到愤怒，并萌生了利用这些机器人进行犯罪活动的想法，其后便窃取了六个工业用机器人并对其进行改造，建造了自己的机器人大师，意图控制怪物城并建立自己的帝国。莱特博士被威利博士的背叛感到恐惧，令洛克人摧毁机器人大师并从威利的机器人手中解放怪物城。

## 开发

### 游戏设计
在开发洛克人之前，卡普空以制作街机游戏为主，且这些游戏在家用机上的版本大多数由街机版本移植而来。在1980年代中期，卡普空则计划特别为日本家用机市场开发洛克人游戏。公司招揽包括稻船敬二在内的一批年轻、有活力的人士组成开发小组，更是将制作《街头霸王》的一批毕业生也加入其中。稻船敬二回忆道，洛克人的开发小组付出了千辛万苦，才完成了了本作，项目经理与首席设计师更是在游戏的各个方面尽可能追求完美。
洛克人的开发小组仅由6个人组成，稻船敬二（游戏中化名Inafking）设计并作画了游戏中近乎所有的人物及敌人，以及日本版的洛克人标志，包装盒封面和说明书。此外，他也负责将这些设计转为精灵图。稻船称：“我们并没有特别多的人手，所以当我画完人物设计后，我实际上在为任天堂作像素化工作。当时并不像现在，每个人有明确的分工，所以我们人少就要做很多不同的事情，最终我就设计了所有的人物。”手塚治虫漫画中的同名主角原子小金剛对稻船的影响很大，在他的设计中也有体现。洛克人的颜色被设计成蓝色，因为在红白机中56色调色板中（包括青色），蓝色似乎拥有最多阴影，所以选择该颜色以增强洛克人的细节。尽管稻船常被归功于设计洛克人该人物，但他坚称“自己仅仅负责了一半的工作”，因为他的导师（北村玲）在他到来之前就已经完成了人物的基本概念设计，且莱特博士和萝露的基本精灵图也在他加入项目前就已创建好，剪刀人、冰人、火焰人及电流人的设计也在进行中。稻船设计的第一个人物是电流人，设计灵感来源于美国漫画人物，游戏美工亦评论道电流人一直都是稻船最喜爱的设计。莱特博士和威利博士则是分别基于圣诞老人和爱因斯坦而设计，后者则是为了代表“疯狂科学家”的原型。
开发组曾考虑过“无敌小子”、“碰撞小子”以及“彩虹人”等多个名称，“彩虹人”作为候选方案则是因为开发组认为主角可以基于选择的武器变换成七种颜色。最终开发组选择了音乐中的元素并将主角改名为“洛克人”。基于“Rock and Roll”词语，主角的本名为“洛克（Rock）”，而他的妹妹则名为“萝露（Roll）”，后续整个系列中的许多人物都使用了这种命名方式。开发组曾考虑过让萝露在结尾被绑架而洛克去解救她的剧情，但是最后没有被采用，另一个想法则是在游戏临近结尾时，让一个头目和巨大的萝露对战的情节，不过亦未被采用。
开发小组决定为游戏的动画效果加入日本动画元素。稻船敬二曾解释道：“洛克人的手能够转变为大炮，在游玩时你实际上能看到（炮弹）从他的手臂中打出。由于我们想要让玩家感受到真实的动画和图像，因此，在洛克人这款游戏中，我们将游戏人物的设计与动画的点子完美融合在了一起。”最初，开发组想让剪刀人担任游戏主角，但製作團隊發現猜拳中石頭剋剪刀的原理之後便製作了武器相克系統，並把他从主角改為頭目，所以他的動作是所有頭目之中最多的。项目经理需要一个能够提供“深度游戏体验”的简单系统。每一个武器都对某一个特定的机器人大师产生大规模伤害，其它的则对他们几乎没有影响，并且没有能够克制所有头目的武器。洛克人在设计之初可以蹲伏，但是开发组决定弃用该功能，因为这会让玩家更难以猜测屏幕上的抛射物高度。富田直哉（游戏中化名Tom Pon）在卡普空实习之后便立即投身于洛克人的游戏背景工作，并且也在小组中证明了他能够在游戏机有限的机能下克服困难，为游戏最大化利用背景元素的能力。

### 本地化

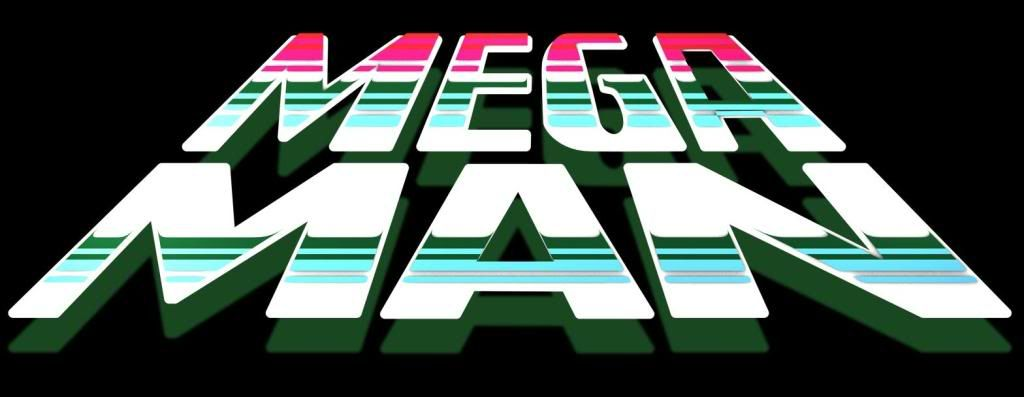
NES平台发行的版本，标题改为Mega Man

为便于美国地区发行，卡普空在本作进行本地化时将标题“Rockman”变更为了“Mega Man”。该名称由时任美国卡普空的高级副总裁约瑟夫·莫里奇（Joseph Morici）提出，称更改名称仅仅是因为他认为“Rockman”这样的标题太糟糕，所以便想出了“Mega Man”这个标题，并且公司员工們也喜欢这个名称，足以在美国发行的游戏中使用 。1UP.com的纳迪娅·奥克斯福德（Nadia Oxford）将该名称的变动归结于“卡普空相信美国的儿童会因为这个标题而对游戏产生更多兴趣”。

### 音乐
本作由松前真奈美（游戏中化名Chanchacorin Manami）配乐，其为游戏编曲并负责音效制作，坂口由洋（游戏中化名Yuukichan's Papa）为游戏编写了声音驱动，其帮助松前在三个月内将转译后的声音数据制作完成。由于当时红白机机能限制，同一时间可供开放的音源通道有限，松前遇到了一些创作上的挑战。据她所称，在她无法编曲时，她便制作了游戏音效。

## 评价

### 媒体评价
| 媒体       | 得分    |
| ---------- | ------- |
| AllGame    | [ 30 ]  |
| IGN        | 8/10    |
| 任天堂力量 | 4.1/5   |
| Fami通     | 24/40 · |
| 游戏机器   | 83%     |

| 媒体     | 奖项                 |
| -------- | -------------------- |
| 金摇杆奖 | 最佳家用机游戏 (8位) |

尽管销量惨淡，本作却获得了好评。AllGame将本作的红白机版本称为“一部将动作、挑战与卓越音画的近乎完美的结合”，并给予了其最高评级五星。IGN的卢卡斯·M·湯马士（Lucas M. Thomas）将该游戏描述为红白机史上不可磨灭的经典作，并着重点评了游戏的图形，创新性的以武器为基础的平台游戏系统及游戏音乐。IGN的编辑马特·卡萨马西纳宣称“洛克人是将优秀的游戏图形，极赞的音乐及近乎完美的游戏系统装入游戏卡带中的最佳典范之一”。GameSpot的作者克里斯帝安·纳特（Christian Nutt）和贾斯汀·斯皮尔（Justin Speer）认为该游戏“为游戏玩法中的佼佼者”且“低调宣传”。1UP.com的杰瑞米·帕里什（Jeremy Parish）同样将其称为“系列中或许略粗糙但仍具有吸引力的开端”。
不论评价优秀与否，本作普遍被大众认为难度较大且被列为任天堂困难游戏之一，被USGamer称为“任天堂困难游戏的介绍作”。IGN的卡萨马西纳认为该游戏难度为卡普空所有发行作最高的一种，同时也是任天堂高难度发行作之一。IGN的托马斯则发现高难度与短途攻击的组合使得该游戏具有高可玩性 。1UP.com则称任天堂难度级别的本作使其与它的两部续作区分开来。《Total!》杂志则回顾性的表示本作的特色为“超高难度且令人游玩不愉快的平台游戏噩梦”。

### 批評

美国发行的本作封面，因其不准确的描述与糟糕的作画闻名，且因此导致美国地区的销量极少而被稻船敬二批评

卡普空的销售部门本来并不寄希望于该游戏的销量，但后来日本地区达到他们预期的销售额后，公司便认为本作足够成功且应立即为美国地区进行本地化。由于本地化的工作过于匆忙，卡普空美国分部的社长要求他们的营销代表在第二天就得制作完该游戏的封面，于是营销代表只好找了他的一个朋友在6个小时内画完了封面。稻船敬二后来斥责正是因该糟糕的游戏封面，导致美国地区销量惨淡，而且游戏封面没有展示游戏中的任何一种元素，该版本的封面中，洛克人是一个成熟男性而不是一个男孩，服装颜色是蓝中带黄而不是纯蓝色，另外手中握着的是一把手枪而非臂式加农炮。
该封面多年以来被游戏社区当作反面教材，且被GameSpy，连线及OC Weekly评为史上最差游戏封面之一，不过欧洲地区的封面虽然也是真人，但是画面整体表现的元素与游戏吻合，且该封面也得到一些好评。被取消的作品《洛克人宇宙》中曾包括两个可玩角色，一个是经典的8位元洛克人，另一个则是该“糟糕封面”中的洛克人。该封面中的洛克人在《快打旋風 X 鐵拳》中成为一位可操作角色。

### 獎項
本作在1990年的金摇杆奖中获得该年度“最佳8位家用机游戏奖”。
各游戏杂志与网站授予了洛克人不同程度的荣誉。IGN将其列为“史上最佳100个红白机游戏”第30位，《任天堂力量》则在其1997年9月总100期中将该游戏列为“史上最佳100个任天堂游戏”第20位。1UP.com将该游戏列为“被忽视的前5个游戏前传”之一以及“最佳25个红白机游戏“第17位。英国杂志《游戏机器》在其于PAL区发行后授予其“明星游戏”荣誉。

## 回响
本作在海外发行时鲜有报刊报道，当时《任天堂娱乐俱乐部新闻》为其开辟了一页专栏。游戏的销量通过玩家之间口口相传从而逐步积攒，使本作成为一部黑马作。尽管该游戏于卡普空而言并不算商业上的大成功，但卡普空还是决定为其开发续作《洛克人2》，并于1988年在日本发行。由于新作跟进的敌人导致存储容量上的一些限制，《洛克人2》的设计元素多数来自前作。不过该续作在包装封面上有了重大改进，美国版本这次邀请了资深游戏插画师马克·艾瑞克森（Marc Eriksen）（曾为《出击飞龙》、《大蜜蜂》、《坏家伙》、《俄罗斯方块》、《钢铁帝国》、《脱狱 －战俘－》及《古巴战士》设计过封面）为其设计封面，但是却延续了“手枪”的错误。无论如何，该续作获得了巨大成功并奠定了洛克人系列在卡普空中的长寿地位。由于“市场迫切的需求”，卡普空在1991年9月于美国地区重新发行了本作。在该系列的后续五个作品中卡普空也依旧延续了8位风格及相同的精灵图。即使续作有着更为复杂的故事线，更多功能的游戏系统乃至更为优秀的游戏图形，洛克人游戏的核心元素却始终未变，不过本作的得分系统没有延续到任何一部续作上。
GamesRadar称洛克人为第一部带有“关卡选择”这种非线性游戏元素的游戏，与《超级马里奥兄弟》及开放世界游戏如《塞尔达传说》和《银河战士》形成鲜明对比。网站亦将后来大多数游戏中的具有的非线性元素比如多任务、开放世界、繁重支线任务等归功于《洛克人》打下的基础。

### 重制与再发行
本作自1987年发售以来就被重新发行过多次。1994年卡普空于世嘉Mega Drive发行的游戏合集《洛克人極巨世界》包含了本作与第2、3部的图形及音乐加强版本。1999年卡普空将本作移植到PlayStation上。并作为《洛克人大全集》的一部分在日本发售。该版本不仅有重混音的音乐，更加入了“导航模式”，新增路标导航指引玩家前进 。在于北美地区发行的《洛克人纪念全集》中包含本作及其它九个系列游戏，卡普空于2004年在北美地区发行PlayStation 2及GameCube版本，2005年发行Xbox版本。由Lavastorm开发供移动电话游玩的洛克人版本于2004年在北美发行并可供用户下载。作为其分支，2007年在日本移动电话发行的版本于2008年得到了更新，玩家可以以萝露为主角进行游玩。2011年北京新艺互动于中国大陆发行了Java版本，名为《洛克人前传》。红白机版本的洛克人亦在Virtual Console在线商店重新发行并适配三种机型，Wii版本于2007年在欧洲发行，2008年在北美于日本发行，任天堂3DS版本于2012年发行，Wii U版本于2013年发行。《洛克人大全集》在北美与日本地区的PlayStation Store亦有发售。
本作亦有PlayStation Portable重制版《洛克人洛克人》，于2006年在全球发行。本游戏在游戏图形上以三维Q版形式重制，人物亦改为二头身。根据稻船敬二的描述，他本意是想将洛克人塑造为该造型，奈何因红白机机能所限而放弃，制作人北林达也表示重塑人物造型是由于PlayStation Portable屏幕比例为16:9而导致的。人物的大头造型使得开发小组可以塑造不同的面部表情。人物设计师吉川达哉解释道：“这种设计的理念源于‘玩具’，我们想要围绕小朋友来塑造可爱的设计。就像那些平常见到在钥匙扣上挂着的那些人物，不仅如此，我也让设计师确保洛克人原作中的细节不被丢失，我们想要在这些设计上也能准确展现出他们的比例与运动。”由于重制版的关卡比例与原作不同，使得开发者可以利用宽屏中的更多空间。不过本作的零售版本销量欠佳，后期于日本PlayStation Network在线商店以付费下载形式发售，2008年卡普空亦将该作翻译为中文版本以在亚洲地区发行。

## 外部連結
- 元祖洛克人1~6 PS移植版日文官方網站
- 元祖洛克人1 PS移植版日文官方網站